# 半卧狗娃花
半卧狗娃花（学名：Heteropappus semiprostratus）是菊科狗娃花属的植物。分布在克什米尔、尼泊尔以及中国大陆的西藏、青海等地，生长于海拔3,200米至4,600米的地区，一般生于冲积扇上、干燥多砂石的山坡及滩砂地，目前尚未由人工引种栽培。